# Il mondo di Dario Argento 2: Master of Horror
Il mondo di Dario Argento 2: Master of Horror, conosciuto anche col titolo Dario Argento: Master of Horror, è un documentario del 1991 diretto da Luigi Cozzi sul regista Dario Argento. Si tratta dell'ideale proseguimento del documentario Il mondo dell'orrore di Dario Argento diretto nel 1985 da Michele Soavi. 
Seguirà un terzo documentario: Il mondo di Dario Argento 3: Il museo degli orrori di Dario Argento (1997) diretto sempre da Luigi Cozzi.
In passato è stato distribuito ben due volte in VHS, dalle etichette Center Video e Eden Video, mentre di recente è stato editato in dvd dalla A&R Productions col titolo Dario Argento presenta Master of Horror.